# Erich Wacker
Erich Wacker (* 19. März 1933) ist ein ehemaliger deutscher Fußballspieler, der 1959 für die BSG Chemie Zeitz in der DDR-Oberliga, der höchsten Spielklasse im DDR-Fußball, aktiv war.

## Sportliche Laufbahn
Die Laufbahn von Erich Wacker im höherklassigen Fußball begann in der Saison 1954/55, in der er für die Betriebssportgemeinschaft (BSG) Chemie Zeitz dreizehn von 26 Punktspielen in der zweitklassigen DDR-Liga bestritt. Dabei kam er auch einmal zum Torerfolg. In den folgenden Spielzeiten kam Wacker nicht über die Rolle eines Ersatzspielers hinaus. Während sich seine DDR-Liga-Einsätze 1956 (Kalenderjahrsaison) und 1958 mit jeweils sechs Spielen im einstelligen Bereich befanden, konnte er in der Saison 1957 noch einmal wenigstens die Hälfte der ausgetragenen Punktspiele absolvieren. Nur 1958, als Chemie Zeitz der Aufstieg in die DDR-Oberliga gelang, gehörte er mit zwei Treffern zu den Torschützen der Zeitzer. In der Oberligasaison 1959 kam Wacker nur in vier Spielen während der Hinrunde zum Einsatz. Nur einmal stand er für 90 Minuten auf dem Platz, als er für den verletzten Dieter Volkmar als Linksaußenstürmer aufgeboten wurde. Nach dieser Saison erschien Erich Wacker nicht mehr in den oberen Fußballligen. In seinen fünf Spielzeiten für die BSG Chemie Zeitz kam er in 42 Punktspielen zum Einsatz, in denen er drei Tore erzielte.